# Kota Administrasi Jakarta Pusat
Kota Administrasi Jakarta Pusat (indonesiska: Kotamadya Jakarta Pusat) är ett kabupaten i Indonesien.   Det ligger i provinsen Jakarta, i den västra delen av landet. Huvudstaden Jakarta ligger i Kota Administrasi Jakarta Pusat. Antalet invånare är 931 998. Arean är 48 kvadratkilometer.
Terrängen i Kota Administrasi Jakarta Pusat är mycket platt.